# Mazamorra morada
La Mazamorra morada è un dolce tipico del Perù, a base di mais morado, un tipo di mais peruviano di colore viola, e fecola di patate. Si spolvera di cannella in superficie al momento di servirlo.

## Descrizione
È un dolce molto diffuso ed è possibile acquistarlo quasi in ogni angolo di strada. Viene consumato tutto l'anno, ma in particolare nel mese di Ottobre, durante i festeggiamenti per il santo patrono di Lima e di tutto il Perù, il Señor de los Milagros.